# Святославка (Саратовская область)
Святосла́вка — село в Самойловском районе Саратовской области России. Административный центр Святославского муниципального образования. Основано в 1894 году.

## География
Село находится в юго-западной части Саратовского Правобережья, в пределах Окско-Донской равнины, в степной зоне, к западу от реки Красавка, на расстоянии примерно 23 км (по прямой) к северо-западу от посёлка городского типа Самойловка, административного центра района. Абсолютная высота — 172 м над уровнем моря.
Климат
Климат характеризуется как умеренно континентальный с холодной малоснежной зимой и сухим жарким летом. Среднегодовая температура воздуха — 4,7 — 4,9 °C. Средняя многолетняя температура самого холодного месяца (января) составляет −11 — −11,1 °С (абсолютный минимум — −43 °С), температура самого тёплого (июля) — 20,7 — 20,8 °С (абсолютный максимум — 42 °С). Среднегодовое количество атмосферных осадков — 385—476 мм, из которых большая часть (250—310 мм) выпадает в период с апреля по октябрь. Снежный покров держится в среднем 120—127 дней в году.
Часовой пояс
Село Святославка, как и вся Саратовская область, находится в часовой зоне МСК+1. Смещение применяемого времени относительно UTC составляет +4:00.

## Население
| 1939 | 2002  | 2010  |
| ---- | ----- | ----- |
| 2052 | ↗2765 | ↘2256 |

Половой состав
По данным Всероссийской переписи населения 2010 года, в половой структуре населения мужчины составляли 45,1 %, женщины — соответственно 54,9 %.
Национальный состав
Согласно результатам переписи 2002 года, в национальной структуре населения русские составляли 81 % из 2765 чел.

## Улицы
| - пер. Больничный, - пер. Восточный, - ул. Гагарина, - ул. Дачная, - ул. Железнодорожная, - ул. Кирова, | - ул. Коммунистическая, - пер. Комсомольский, - ул. Кооперативная, - ул. Ленина, - ул. Малая, - ул. Мира, | - пер. Октябрьский, - пер. Первомайский, - пер. Пионерский, - пер. Плодопитомник, - ул. Победы, - пер. Почтовый, | - ул. Пролетарская, - ул. Рабочая, - пер. Рабочий, - ул. Садовая, - ул. Советская, - ул. Совхозная. |